# 브라간치누 클루비 두 파라
브라간치누 클루비 두 파라(포르투갈어: Bragantino Clube do Pará), 또는 브라간치누(포르투갈어: Bragantino)는 브라질의 축구단으로 파라 주의 브라간사를 연고로 한다.

## 우승
- 캄페오나투 파라엔시 세군다 지비상: 2
  - 2002, 2011